# Економічний розвиток (депутатська група)
«Економічний розвиток» — депутатська група у Верховній Раді України VII скликання та VIII скликання.
Була створена у Верховній Раді України VII скликання 27 лютого 2014, депутати групи «Економічний розвиток» приєдналися до демократичних сил парламенту та увійшли до складу коаліції «Європейський вибір», підтримали легітимність і законність нової влади заради європейського майбутнього України.
Саме завдяки голосам групи «Економічний розвиток» і «Єдиної суверенної України» було сформовано нову більшість у парламенті 7 скликання в лютому 2014 року. 
У складі коаліції «Європейський вибір» депутати групи «Економічний розвиток» голосували «за»: повернення до Конституції 2004 року, призначення нового складу Кабінету Міністрів України на чолі з Арсенієм Яценюком, оголошення дострокових виборів Президента України, засудили анексію Криму та сепаратизм.
6 березня 2015 року групу ліквідовано і створено нову групу «Відродження».

## Верховна Рада VII скликання
У Верховній Раді України VII скликання депутатську групу «Економічний розвиток» очолював Анатолій Кінах, до складу групи входили 41 народний депутат, переважно обрані за мажоритарними виборчими округами, були членами Партії регіонів та брали у голосуваннях за так звані «закони про диктатуру».
У ЗМІ були припущення, що група «Економічний розвиток» є проєктом олігарха та голови Дніпропетровської ОДА Ігоря Коломойського.

## Верховна Рада VIII скликання
У Верховній Раді України VIII скликання до депутатської групи «Економічний розвиток» увійшли 19 народних депутатів. 
Очолив її Віталій Хомутиннік, обраний в одномандатному виборчому окрузі №171 Харківської області.
Усі учасники групи — мажоритарники, які представляють різні регіони України. 
У Верховній Раді VIII скликання народні депутати групи «Економічний розвиток» не увійшли до складу до коаліційної більшості і відносили себе до конструктивної опозиції.
Група припинила існування менш як за пів року, в березні 2015 року. 

## Склад депутатської групи у Раді VIII скликання
- Барвіненко Віталій Дмитрович
- Березкін Станіслав Семенович
- Біловол Олександр Миколайович
- Бобов Геннадій Борисович
- Буряк Сергій Васильович
- Гєллєр Євгеній Борисович
- Гуляєв Василь Олександрович
- Зубик Володимир Володимирович
- Ільюк Артем Олександрович
- Клімов Леонід Михайлович
- Кулініч Олег Іванович
- Ничипоренко Валентин Миколайович
- Остапчук Віктор Миколайович
- Пресман Олександр Семенович
- Хомутиннік Віталій Юрійович (голова)
- Шипко Андрій Федорович
- Шкіря Ігор Миколайович
- Яценко Антон Володимирович

## Політична діяльність
13 січня 2015 року більшість депутатів від груп «Економічний розвиток», «Воля народу» і партії «Народний фронт» не голосували за проєкт Закону про внесення змін до статті 41 Закону України «Про акціонерні товариства» (щодо кворуму загальних зборів акціонерних товариств з мажоритарними корпоративними правами держави) (№ 1310). Журналіст і нардеп Сергій Лещенко побачив у цьому підтвердження зв'язків олігарха Ігоря Коломойського з «Народним фронтом», оскільки Коломойський через це втрачає контроль над ПАТ «Укрнафта».
5 лютого 2015 року депутат Віталій Хомутиннік опинився у центрі скандалу та розслідування, коли його сфотографували під час засідання Ради при написанні SMS для Ігоря Палиці, де він консультував його щодо сум хабаря для митної служби, яку очолював Анатолій Макаренко.